# チューリッヒ中央駅

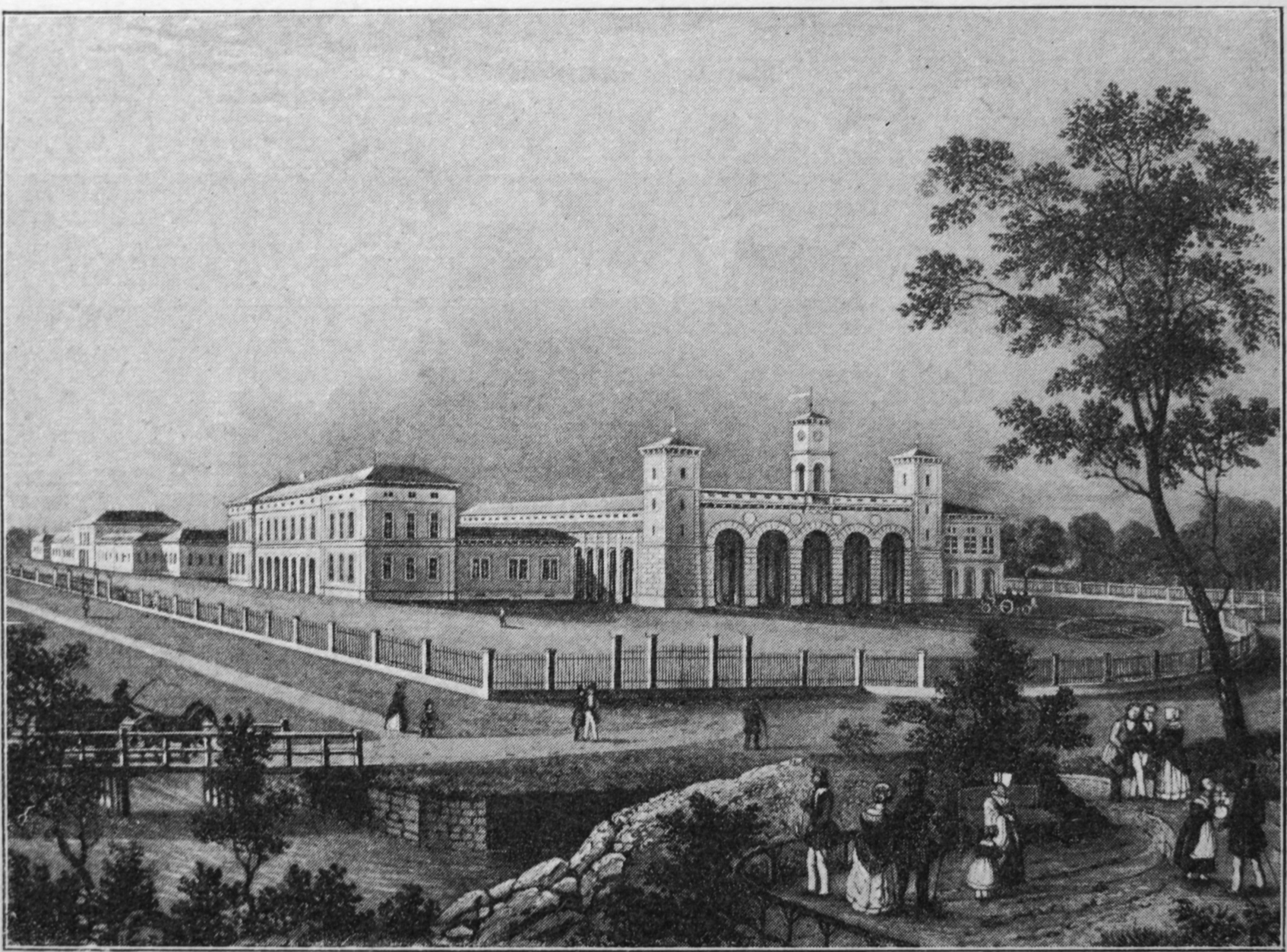
グスタフ・アルベルト・ヴェグマンによる初代駅舎

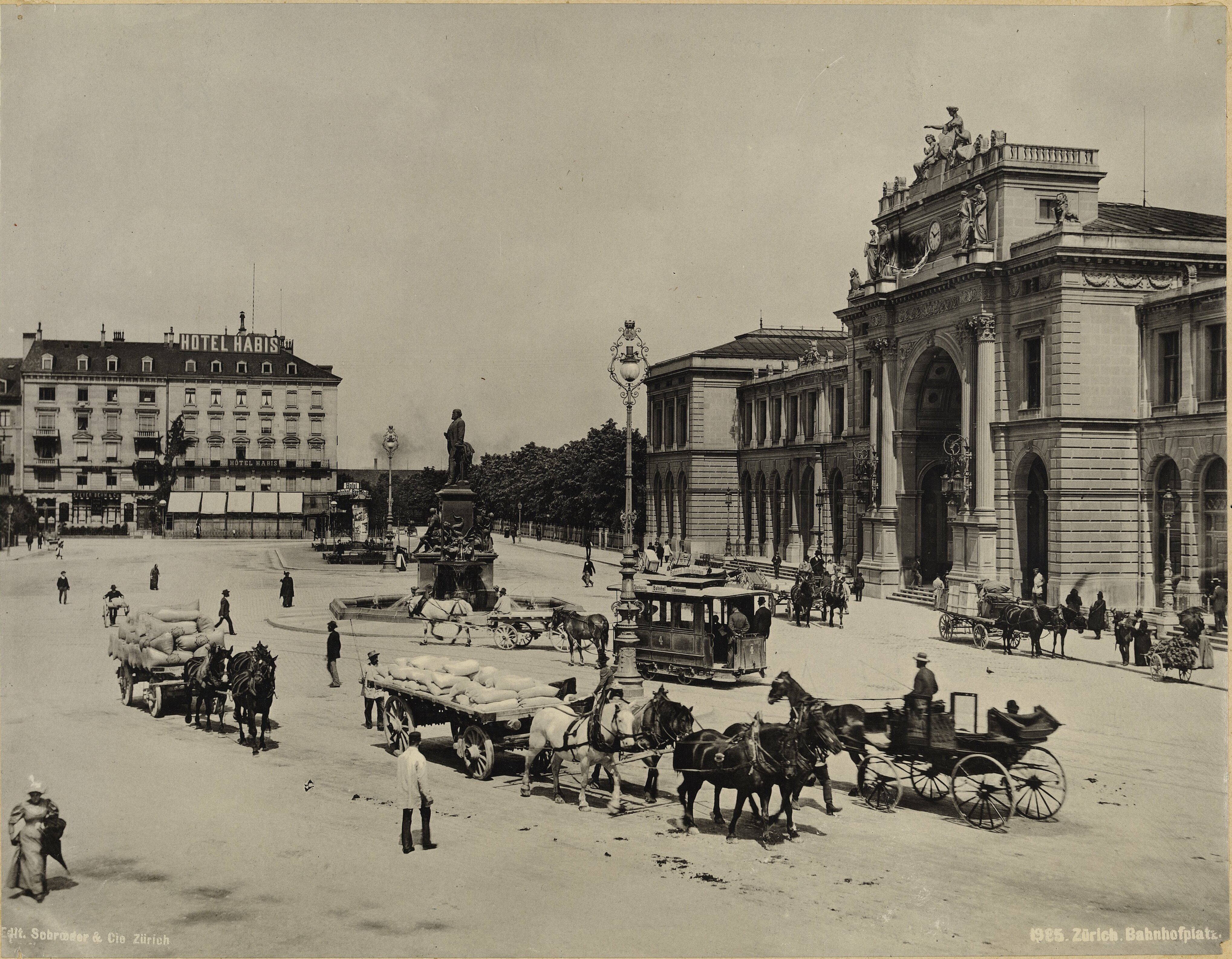
20世紀初頭のチューリッヒ中央駅

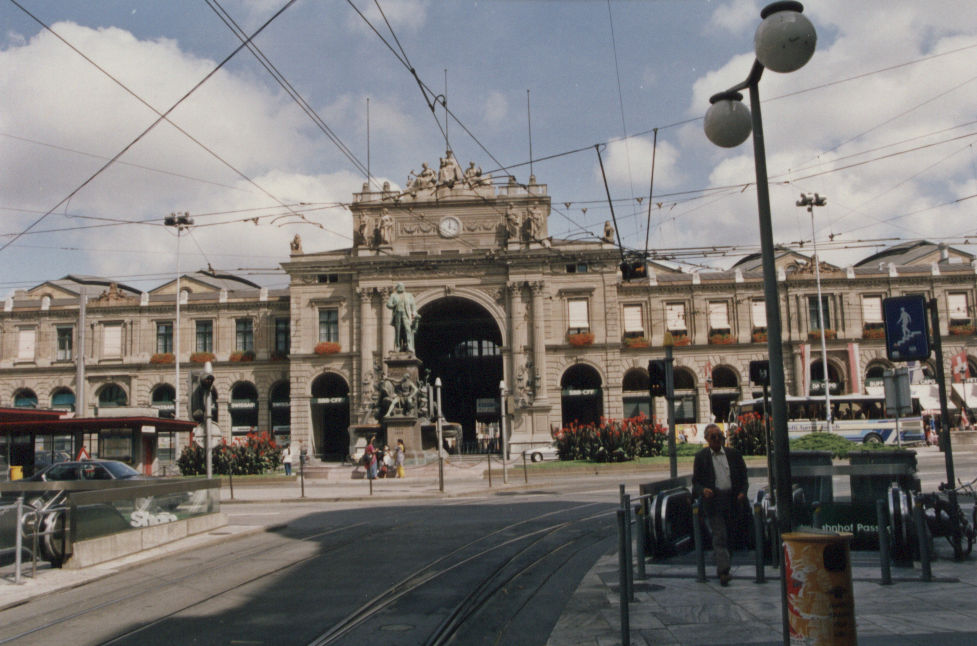
駅前広場とアルフレート・エッシャーの像

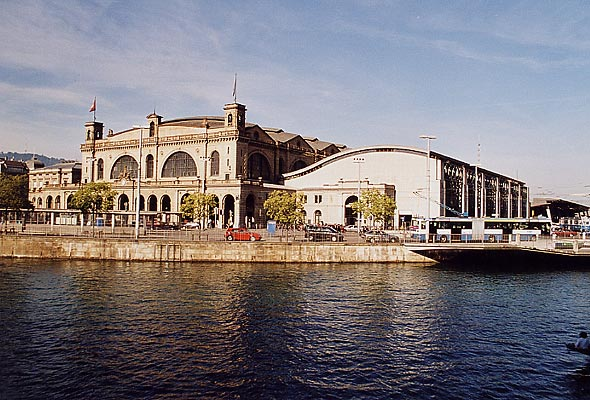
古い駅舎と併設された新しい商業施設とリマト川

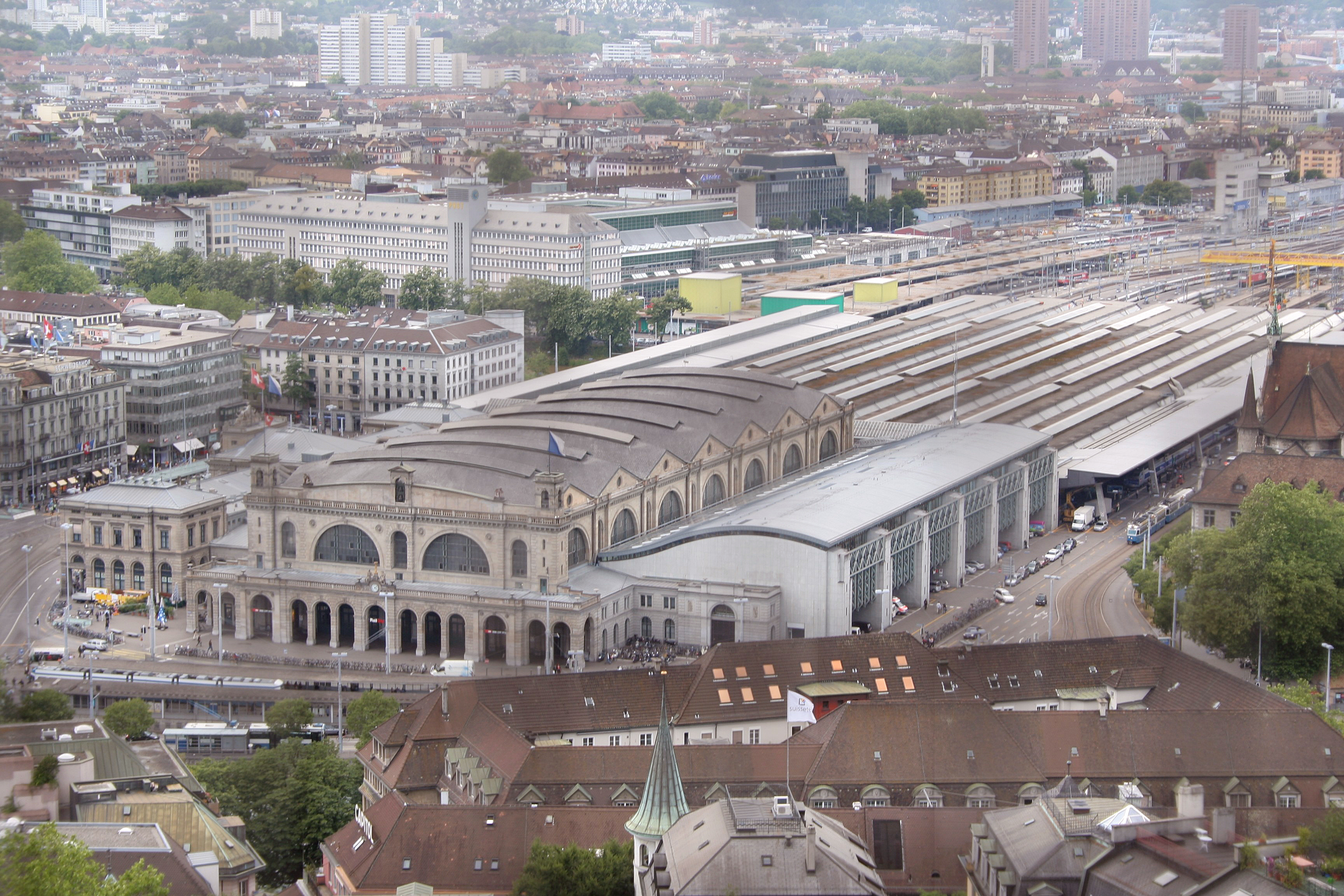
増築された部分を含む現代のチューリッヒ中央駅

チューリッヒ中央駅（チューリッヒちゅうおうえき、ドイツ語: Zürich Hauptbahnhof、略してZürich HB、1893年まではBahnhof Zürich）は、チューリッヒにあるスイス最大の鉄道駅である。国内の列車と隣接のドイツ、イタリア、フランス、オーストリアとの間で発着する国際列車のターミナルとなっており、1日に2900本以上の列車が出入りする忙しい駅の1つとなっている。

## 歴史
最初の駅は、1847年にグスタフ・アルベルト・ヴェグマンによってスイス北鉄道の終点駅として、チューリッヒの北西側の町外れに建てられた。その当時は単に「チューリッヒ駅」（Bahnhof Zürich）と呼ばれていた。1871年には増大する交通需要に備えてヤコブ・フリードリッヒ・ヴァナーにより同じ地点で駅舎が建て替えられ、現在の姿となった。駅の入口には凱旋アーチがあり、鉄道によって世界に通じる新時代の港となることを示している。アーチ前にはスイスの国会議員であり、スイス北東鉄道 (NOB) とゴッタルド鉄道 (GB) と金融機関の重役でもあった、鉄道パイオニアのアルフレート・エッシャーの像が立っている。豊かに飾られた回廊と中庭を備えた、豪華絢爛たるネオルネッサンスの建物の中にはレストランやホール、スイス北東鉄道の管理部門などが入っていた。鉄骨で支えられたホールの部分は、もともとは6つの番線を備えたホームであった。張り出し窓を備えたホールの石の壁は、シンプルではあるが堂々とした雰囲気を醸し出している。
1902年に各ホームは駅前の通りと同じ高さに戻された。ホールの北側にはさらに4つの番線が増設され、レストランと郵便局が設置された。1933年には、メインホールを2セグメント短縮して15の番線を収めた鉄とガラスのプラットホームホールが建設されている。
駅からおよそ500メートル線路側に離れた場所に、1963年にコンクリート6階建ての建物が建設され、1966年からチューリッヒ中央信号扱所として使われている。それ以前は駅東部の「嘆きの橋」（Seufzerbrücke）と呼ばれる信号扱所から機械的、あるいは電気機械的な方法で制御していたのを、その当時としては非常に近代的なリレー制御式のものに置き換えている。さらに信号扱所の設備はSバーンの運転開始に備えて近代化され、コンピュータが導入されて平常時は自動制御するようになっている。「中央郵便局駅」地域の信号機と分岐器が電子制御方式のものによって別に操作されているのを除けば、今日も駅構内全地域がこの巨大なリレー制御装置によって管理されており、そのリレーの論理は1966年当時から変わっていない部分すらある。
1970年には、"ShopVille"という歩行者通路と商店街を備えた地下街が完成した。この地下街は現在でもチューリッヒ中央駅への主要なアクセス通路として機能している。
1990年からは、この商店街は2つの地下Sバーン駅とメインホールをつなぐ役割も果たしている。白と黒の大理石でできた壁と御影石で造られた床が、このスイス最大のショッピングセンターの1つである地下街の一大特徴となっている。 1997年にはプラットホームホールの傷んだコンクリートを支えるために、チューリッヒのメイリ・ペーター（Meili, Peter）設計事務所の設計で斜めの屋根が両側に取り付けられている。
2007年には、スイス連邦鉄道（スイス国鉄）とドイツ鉄道の間で、チューリッヒ中央駅とベルリン中央駅の提携協定が結ばれた。これは、同じような巨大駅の運営ノウハウの交換を促進するためのものである。

## 番線配置

### プラットホームホールの番線（3～18番線）
ターミナル駅の常として、チューリッヒ中央駅は拡張の必要に迫られ続けてきた。このため1902年には既に元のメインホールのコンコースへの列車の発着がなくなり新ホールでの発着になり、さらに1933年には現在のプラットホームホールへと変遷している。プラットホームホールには16の番線が設置されている（1990年以降3～18番線として使用）。プラットホームホールの番線では、スイス各地からの列車の他にユーロシティ、チザルピーノ、TGV、ICE、シティナイトライン等の国際列車の発着を扱っている。
常に拡張の必要に迫られながらも、スイス国鉄の建設部局（第3局）は1960年代には地下の通過式配線駅の建設構想を中断している。これは当時が非常にコストに厳しい時勢であったためで、結果として部分的な改良を繰り返すことになり、本質的な改善は図られなかった。
バーン2000計画の枠組みの中で、1995年までに3番線から9番線のみが420メートルに延長されている。同時に、3番線から9番線の地下に将来の地下線用のトンネルの一部を先行投資として建設している。歩行者通路の拡張工事の関係で、おそらく2007年の終わり頃までは、プラットホームホールの番線のうち2つは常に閉鎖される予定である。

### 博物館通り駅（41～44番線）
1990年に初めての通過式配線である「博物館通り駅」（Bahnhof Museumstrasse）ができている。博物館通りの名前は建設プロジェクトの中で使われていたものであるが、鉄道の運営上はあくまでチューリッヒ中央駅の一部である。21番線から24番線までの4つの番線があり、国立博物館チューリッヒの南の博物館通り地下に位置する。チューリッヒのSバーン輸送の拠点となっている。リマト川とチューリッヒ旧市街の地下をヒルシェングラーベントンネルで通り抜けてシュタデルホーフェン駅へと通じ、さらにそこからチューリッヒ・オーベルラントやヴィンタートゥールへと通じるレヒツフリーゲ・チューリッヒゼー線に繋がっている。
スイスでは珍しいことに、博物館通り駅では列車はあらかじめダイヤで決められた番線に発着するのではなく、21・22番線がハルトブリュッケ駅方面、23・24番線がシュタデルホーフェン駅方面と定められているだけである。チューリッヒ中央信号扱所のコンピュータが、列車の駅への到着のおよそ5分前に、その番線が空いているのであれば80km/hで通過できる分岐器の直線側を使って22・23番線に到着するようにし、空いていなければ60km/h制限の曲線分岐側を使って21・24番線に到着するように自動制御している。これに伴って列車の出発表示器も切り替えられるようになっている。

### SZU駅（21・22番線）
チューリッヒ中央駅の南側、駅前広場の地下にあたる場所に、ジールタル・チューリッヒ・ユトリベルク鉄道の駅（21・22番線）が所在している。

### 中央郵便局駅（51～54番線）（2014年に廃止済み）
3番線より南側に「中央郵便局駅」（Bahnhof Sihlpost）と呼ばれる、51番線～54番線がライオン通り駅が完成する2014年まで設置されていた。これは、交通需要の増加により3～18番線が逼迫していたことから一時的に建設されたものである。なお、本駅はホーム長の増加を図るため、斜めに傾けて建設された。

### ライオン通り駅（31～34番線）
「ライオン通り駅」（Bahnhof Löwenstrasse）は、2014年に完成した2番目の地下駅で、「アルトシュテッテン駅 - チューリッヒ中央駅 - オエリコン駅直通線」上に位置している。この路線は長距離列車を通して国土の東西南北の接続を改善する目的で建設された。さらに、この路線の開業により、リンクスフリーゲ・チューリッヒゼー線から来てエリコン方面へ向かう列車のチューリッヒ中央駅でのスイッチバックが解消された。さらに、本駅の建設に伴い、オエリコン方面への全長5kmのヴァインベルクトンネルも建設された。

### 前駅
ディエティコンとシュプライテンバッハの間にある新しいリンマッタル操車場が稼動を開始するまで操車場として用いられていた地域は、「前駅」（Vorbahnhof）と呼ばれている。この場所は引き続き鉄道工場として稼動している。さらにバーン2000計画の一環として建設工事が行われ、現在この地域は客車の車両基地として稼動している。さらに機関車基地「F」も所在している。様々な橋やトンネルが付随しているため、交差支障のない列車の出入りが可能となっている。
この敷地はアルプス山脈以北で最大のイワカナヘビの生息地となっている。スイス国鉄はその生息地を保護するために敷地の一部を保存している。自然公園とされた地域では他にバッタやハチが保護されている。

### ヘルデルン車両基地
「前駅」地区の側線は、多くの高架線やトンネルを建設したために大幅に廃止されてしまい、ハルトブリュッケ駅とアルトシュテッテン駅の間に新しい留置線と検修場を備えた「ヘルデルン車両基地」（Abstellanlage Herdern）が建設された。この車両基地には2本の検修線、1本の洗浄・清掃線と全長約200メートルの電留線23本、全長約400メートルの電留線11本がある。基地はチューリッヒ中央駅の北西側に位置しているため、チューリッヒ中央駅とアルトシュテッテン駅の間で4本の線路を乗り越える高架線を建設している。

## 旅客数
1日36万人の旅客が駅を利用している。2020年までには、乗降客と通過客を合わせれば50万人を超えると予想されている。

## 営業時間
チューリッヒ中央駅は夜間は閉鎖されている。始発の列車は5時少し前で、最終の列車は夜1時頃となっている。金曜日と土曜日の夜には、チューリッヒ地区のSバーンの深夜便がさらに運転される。

## チューリッヒのSバーン
1990年5月チューリッヒのSバーンのサービスが開始され、チューリッヒ中央駅はチューリッヒSバーンの拠点駅となっている。チューリッヒ中央駅の博物館通り駅とヒルシェングラーベントンネルを経由して全ての放射状路線が運行されている。それ以外のSバーン路線で、リンクスフリーゲン・チューリッヒゼー線からチューリッヒ中央駅でスイッチバックしオエリコン駅方面へ向かう路線は、以前はプラットホームホールの番線を経由していた。中央郵便局駅完成に伴い、2003年から一部の、2004年12月のダイヤ改正からは全ての列車が中央郵便局駅使用に変更されている。2013年にライオン通り駅とそれに関連する2番目の直通線が開通すれば、この路線はライオン通り駅使用に変更され、途中で進行方向を変えることなく直通できるようになる。
博物館通り駅を経由して運行されているSバーン路線は、S3、S5、S6、S7、S9、S11、S12、S15、S16である。
中央郵便局駅を経由して運行されているSバーン路線は、S2、S8、S14、S21、S24である。
SZU駅を経由して運行されているSバーン路線は、S4とS10である。
深夜便のSN1、SN3、SN5、SN7は博物館通り駅、SN8はプラットホームホールを使用する。

## ShopVilleと駅ホール

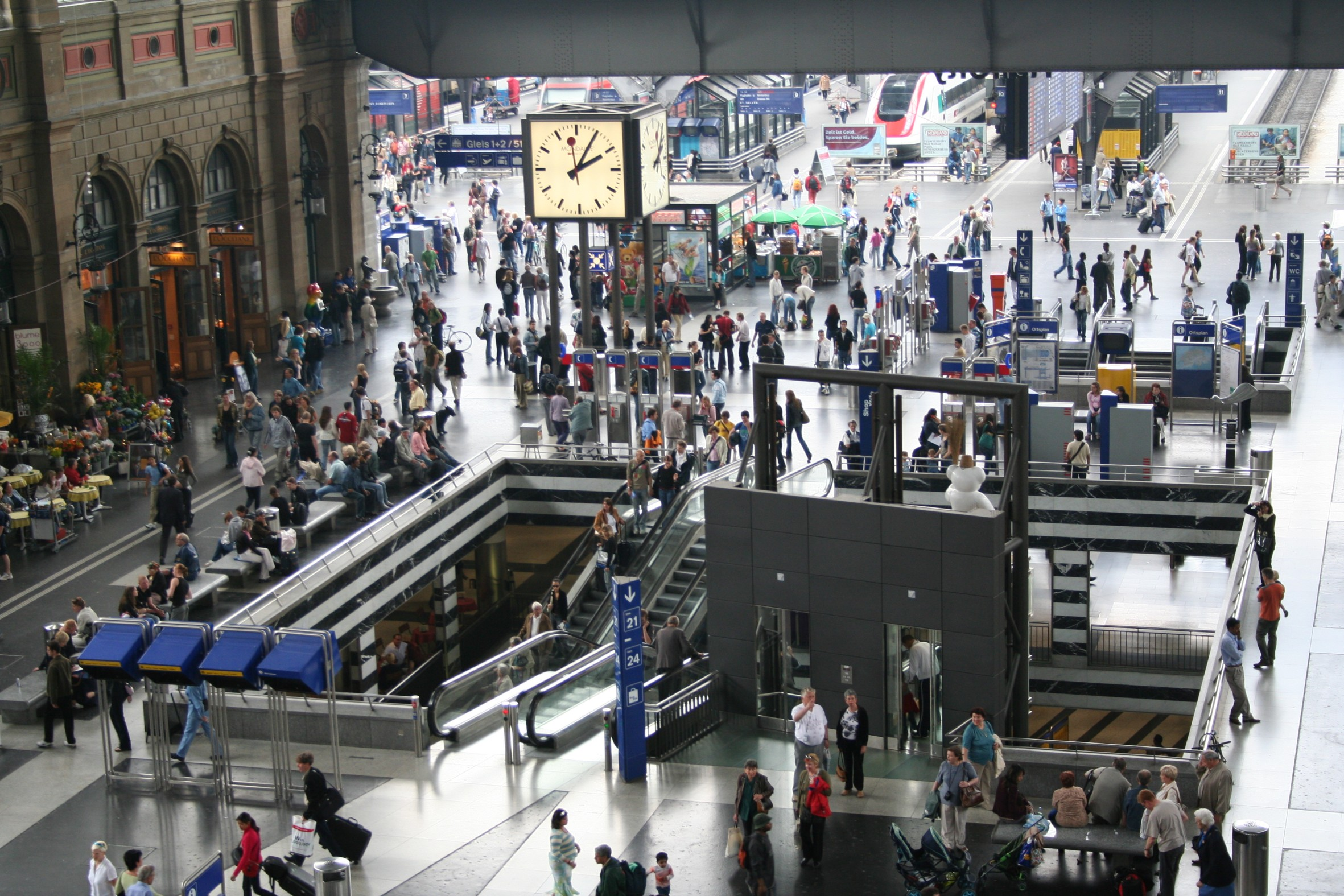
駅ホールの線路側

かつてプラットホームを収容していた部分は、ヨーロッパで最大の屋根付きのホールとなっている。これを利用してその時々で様々な催し物が開催されている。野外映画館、フリーマーケット、クリスマスフェアなどが毎年開催されている他、スケート、ビーチバレー、街頭パレードの事前イベントなどが開かれたこともある。駅ホールと駅前広場の地下には"ShopVille"と呼ばれるショッピングモールが広がっている。

## 近隣の交通
駅の周辺には、チューリッヒ市交通局の路面電車やトロリーバスの路線が運行されている。チューリッヒ中央駅はチューリッヒ路面電車網の中で最も重要な乗換拠点となっている。
チューリッヒ中央駅を経由する路面電車の系統は、3、4、6、7、10、11、13、14、トロリーバスは31、46となっている。

## 運行
中央信号扱所から運行指令員により各番線の制御が行われている。信号扱所はいくつかの部署に分割されて、旅客駅と前駅の番線をリモートコントロールで扱っている。
地平の番線は3人の運行指令員が担当し、FDL中央が3～12番線、FDL北が13～18番線、FDL南が中央郵便局駅（51～54番線）を受け持っている。
FDLチューリッヒベルク（Zürichberg）は、博物館通り駅（21～24番線）を含むSバーン網を受け持っている。さらにハルトブリュッケ駅、シュタデルホーフェン駅、シュテットバッハ駅、ティーフェンブルネン駅を受け持つ遠距離管制部署がある。
前駅地区は、FDL西とFDL前駅の担当に分割されている。前駅担当の指令員は、同様に"南口"と呼ばれるアルトシュテッテン駅から前駅地区を通って中央駅にやってくる長距離列車をも受け持っている。前駅地区で特徴的なことは、20以上の番線を横断する踏切の管轄がある。ただしスイス国鉄が正式に設けているものではないため、普段は閉鎖されている。
ヘルデルン車両基地に関しては、400、800、900という3つの側線群に分割されていて、それぞれが現地の信号扱所から制御されている。ヘルデルンからは、51・54番線を通じてFDLチューリッヒベルク担当のハルトブリュッケ駅と、795番線（高架線）を通じてFDL西担当の前駅と、800番線を通じてアルトシュテッテン駅との間に接続がある。FDLヘルデルンと北信号扱所がそれぞれ番線群JとHを管轄し、検修施設に通じる番線群Gは現地で直接操作している。
中央信号扱所には他に、FDLエッツェル（Etzel）とFDLツィンメルベルク（Zimmerberg）の2つのFDLがある。遠距離管制部署はリンクスフリーゲ・チューリッヒゼー線をプフェーフィコンまで担当している
運行指令員を補佐するために、駅監視員と駅監視員補佐が配されている。駅監視員補佐は、信号扱所の管理上の仕事と、管轄範囲外から来る無線の交信を担当している。さらに列車のデータに関する細かい変更やメールでの情報のやり取りなども行っている。駅監視員は、レイヤーリーダーとも呼ばれている。列車の運行を大幅に変更することはしないが、日常的なダイヤの乱れの修正は担当し、さらにもっとも重要な仕事として鉄道網全体の運行指令センター（鉄道運行全体を管制している）とのやり取りを行っている。